# Grêmio Novorizontino
Maillots
Le Grêmio Novorizontino est un club brésilien de football basé dans la ville de Novo Horizonte, dans l’État de São Paulo.

## Histoire
Le club est fondé le 1er mars 2010, l'équipe rejoint la Fédération Paulista de Football, avec pour mission de ramener le football professionnel dans la ville, qui ne comptait que des compétitions amateurs depuis la faillite du Grêmio Esportivo Novorizontino en 1999. Le nouveau Grêmio Novorizontino reprend les couleurs du GEN (l'or et le noir). Son écusson rappelle également l'ancien club, qui fut vice-champion à São Paulo, en 1990, et champion du Brésil de Série C, en 1994.
En 2012, Novorizontino joue la première fois en Série B du Campeonato Paulista de Futebol (4e division de l'État) et monte en troisième division au bout d'un an. En 2014, le club devient champion de la Paulista Series A3, son premier titre dans le football professionnel.
En 2015, Novorizontino gravit encore un échelon et est promu en première division du Paulistão, en 2017 c'est la montée en Serie D et en 2021 vers la Serie C. Le club continue sur sa lancée et en 2021 accède en Série B pour la première fois de l'histoire du club.